# Janka-Kupala-Park

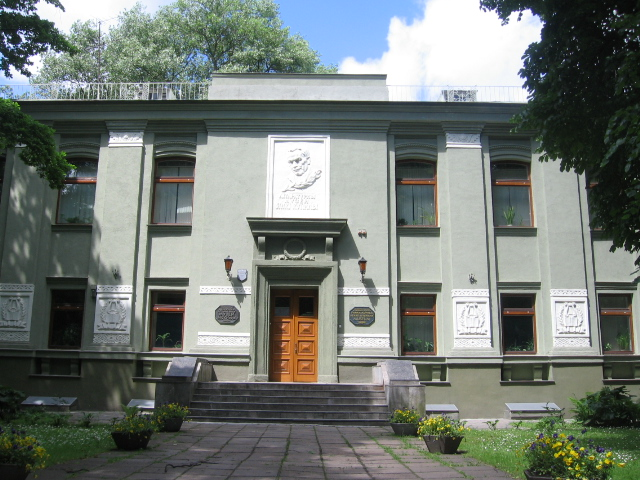
Janka-Kupala-Literaturmuseum

Der Janka-Kupala-Park ist ein Park in der belarussischen Hauptstadt Minsk, der dem belarussischen Nationaldichter Janka Kupala gewidmet ist. Er erstreckt sich entlang des rechten Ufers des Flusses Swislatsch.

## Geschichte
Der Park entspricht einem Projekt des Architekten I. Rudenko Mitte des 20. Jahrhunderts. Vor dem Zweiten Weltkrieg befanden sich an der Stelle mehrere Holzbauten, die in den ersten Tagen des Deutsch-Sowjetischen Krieges zerstört wurden. Unter den zerstörten Gebäuden befand sich auch das Haus von Janka Kupala, welches von 1927 bis 1941 von ihm bewohnt wurde. 1959 wurde am Park das Janka-Kupala-Literaturmuseum eröffnet, welches die Atmosphäre des zerstörten Hauses wiederherstellen soll.
Zu Beginn befand sich in der Mitte des Parks ein Denkmal für den sowjetischen Major Sjarhej Gryzawez, das später verschoben wurde. Im Jahr 1972 wurde ein Denkmal für Janka Kupala errichtet.